# Gideon Adlon

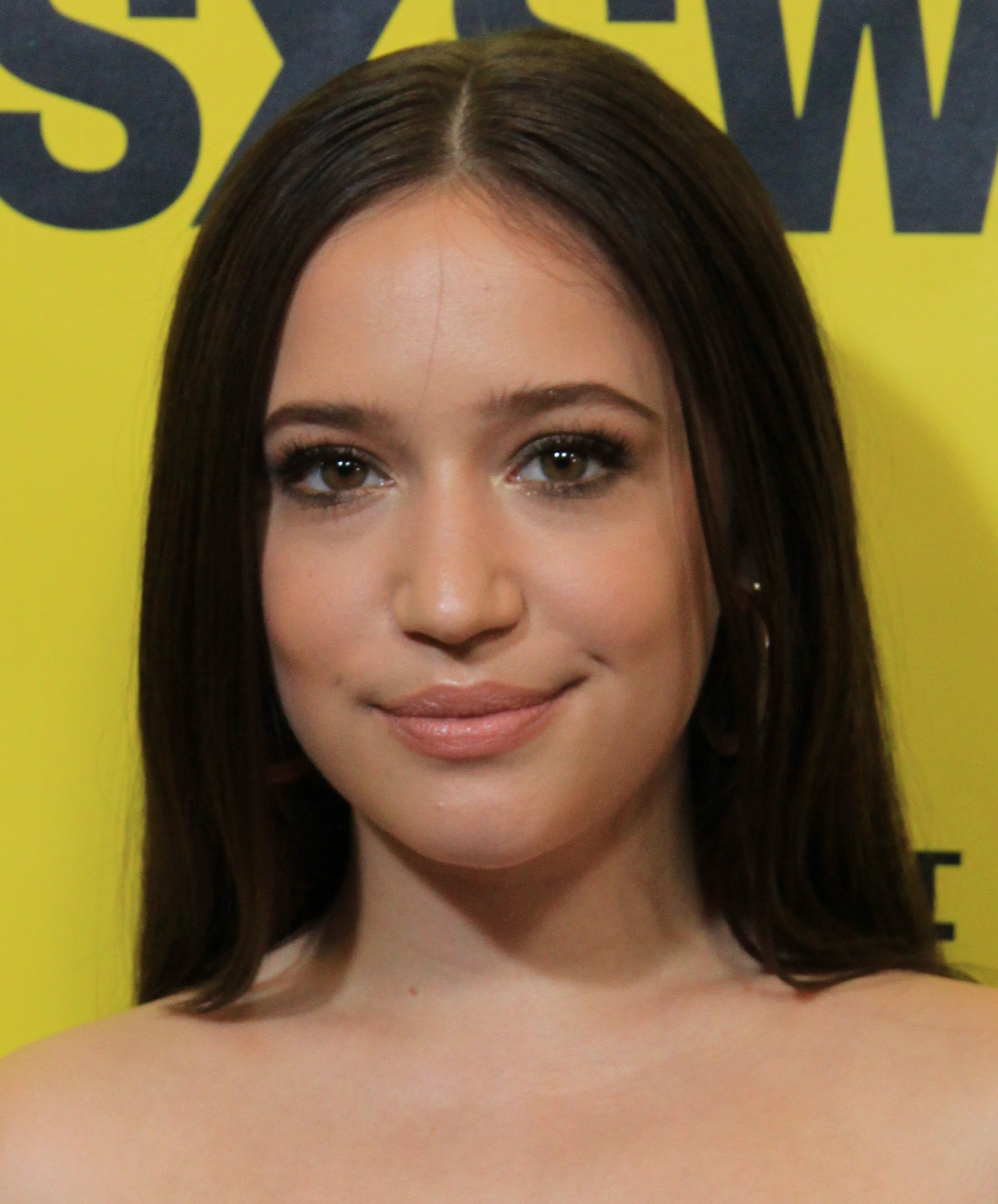
Gideon Adlon (2018)

Gideon Adlon (* 30. März 1997) ist eine US-amerikanisch-deutsche Schauspielerin und Synchronsprecherin.

## Leben
Adlon wurde als Tochter von Pamela Adlon und Felix O. Adlon in den USA geboren. Sie ist die Enkeltochter des deutschen Film- und Fernsehregisseurs Percy Adlon und der Produzentin Eleonore Adlon väterlicherseits und die Enkeltochter des Drehbuchautors Don Segall mütterlicherseits. Adlon hat zwei jüngere Schwestern, die Schauspielerinnen Odessa A’zion und Valentine „Rocky“ Adlon. Sie studierte ein Jahr lang Fotografie am Columbia College Chicago.
Sie debütierte 2011 in einer Episode der Fernsehserie Louie als Schauspielerin. Nach einer fünfjährigen Auszeit vom Schauspiel begann sie ab 2016 in verschiedenen US-amerikanischen Fernsehserien, meistens Sitcoms, Episodenrollen zu übernehmen. 2018 hatte sie in dem Film Der Sex Pakt eine größere Rolle inne. Im selben Jahr lieh sie dem Charakter Violet im Videospiel The Walking Dead – 4. Staffel (The Final Season, Die letzte Staffel) ihre Stimme. 2019 verkörperte sie eine der Hauptrollen in der Fernsehserie The Society.

## Filmografie

### Schauspieler
- 2011: Louie (Fernsehserie, Episode 2x12)
- 2016: Das Leben und Riley (Girl Meets World, Fernsehserie, Episode 3x05)
- 2016: Better Things (Fernsehserie, Episode 1x06)
- 2017: When We Rise (Miniserie, Episode 1x03)
- 2017: Criminal Minds (Fernsehserie, Episode 12x18)
- 2017: American Crime (Fernsehserie, 2 Episoden)
- 2018: Der Sex Pakt (Blockers)
- 2019: The Mustang
- 2019: Skin in the Game
- 2019: The Society (Fernsehserie, 10 Episoden)
- 2020: Day by Day (Fernsehserie, Episode 1x01)
- 2020: Blumhouse’s Der Hexenclub (The Craft: Legacy)
- 2021: Witch Hunt
- 2022: The Thing About Pam (Fernsehserie, 6 Episoden)
- 2022: Sick
- 2024: Miller’s Girl
- 2025: Ghosts (Fernsehserie, Episode 4x19)

### Synchronsprecher
- 2018: The Walking Dead: Die letzte Staffel (The Walking Dead: The Final Season, Videospiel)
- 2020: Solar Opposites (Fernsehserie, Episode 1x01, Stimme von Lydia)
- 2021–2022: Pacific Rim: The Black (Fernsehserie, Stimme von Hayley)
- 2022: Battle Kitty (Fernsehserie, Stimme von ZaZa Royale)
- 2022: Better Call Saul presents: Slippin’ Jimmy (Fernsehserie, Stimme von Dawn Marie)
- 2023: Under the Boardwalk (Stimme von Denise)
- 2023: Solar Opposites (Fernsehserie, Episode 1x01, Stimme von Gragger)
- 2023: Star Trek: Lower Decks (Fernsehserie, Episode 4x05, Stimme von Ensign Haubold)
- 2023: Moon Girl and Devil Dinosaur (Fernsehserie, Episode 1x12, Stimme von Lara)
- 2023: Die Insel der Formen (Shape Island, Fernsehserie, Stimme von Circle)
- 2023: Legion der Superhelden (Legion of Super-Heroes, Stimme von Phantom Girl)
- 2023: Angespült – Ein Krabbenteuer (Under the Boardwalk, Stimme von Denise)
- 2024: Justice League: Crisis on Infinite Earths – Part Two (Stimme von Batgirl)
- 2024: Justice League: Crisis on Infinite Earths – Part Three (Stimme von Batgirl)
- 2024: Terminator Zero (Miniserie, Stimme von Reika)
- 2024: Star Wars: Die Abenteuer der jungen Jedi (Star Wars: Young Jedi Adventures, Fernsehserie, Episode 2x10, Stimme von Pak Relda)